# Chung Chil-sung
Chung Chil-sung (1897-1958), també coneguda amb el pseudònim de «Geumjuk», va ser una ballarina, feminista i activista per la independència de Corea.

## Biografia
Chung va néixer a la província de Daegu, una de les vint-i-tres províncies de la Dinastia Joseon. Fou matriculada a l'escola kisaeng, també coneguda com a Gyobang, quan tenia set anys, tot i que l'edat mitjana de les alumnes en aquell moment era de dotze anys.
Chung es va convertir en activista del Moviment primer de març, un moviment de resistència pacífica contra l'ocupació japonesa de Corea nascut el 1919.
Després d'estudiar al Japó, va tornar a Daegu per a establir l'Organització de Dones Josun (조선 여성 동우회), un grup d'agitació dedicat a l'alliberament de la dona que tenia el socialisme com a principal influència, juntament amb altres feministes coreanes com Ju Sea-Juk (주세 죽) i Heo Jong-suk.